# Denise Roth
Denise Roth (* 12. September 1988 in Ost-Berlin) ist eine ehemalige deutsche Eisschnellläuferin.
Denise Roth startete für den Turn- und Sportverein Vorwärts 1891 Mylau. Sie wurde bis 2005 von Reiner Roth, seitdem von Heiko Walther trainiert. 2008 gewann sie in Changchun bei den Juniorenweltmeisterschaften mit Bente Kraus und Dominique Thomas den Vizeweltmeistertitel im Mannschaftsrennen. 2008 und 2009 gewann sie die letzten Titel bei Deutschen Meisterschaften über 100 Meter, 2011 gewann sie den Titel im Sprintmehrkampf. Im Weltcup debütierte sie gegen Ende der Saison 2009/10 und wurde in Erfurt Achte der B-Gruppe über 1000 Meter. Bestes Resultat war bislang ein 15. Rang über 500 Meter, erreicht bei einem Rennen der A-Gruppe 2012 in Harbin. 2012 lief die Kurzstrecken-Spezialistin im Sprint-Vierkampf der German Open in Inzell (Max Aicher Arena) einen Streckenrekord mit 159,205 Punkten.
2014 war sie Teilnehmerin an Olympia in Sotschi.